# Campoplex antennator
Campoplex antennator är en stekelart som beskrevs av Holmgren 1856. Campoplex antennator ingår i släktet Campoplex och familjen brokparasitsteklar. Inga underarter finns listade.